# 科澤利希納 (馬希夫卡區)
49°26′37″N 34°40′24″E / 49.44361°N 34.67333°E
科澤利希納（烏克蘭語：Козельщина）是位於烏克蘭中部波爾塔瓦州裏波爾塔瓦區的村莊，距離扎沃爾斯克洛2.5公里，面積1.637平方公里，海拔高度85米，2001年人口116。